# Alice B. Toklas
Alice B. Toklas (São Francisco, 30 de abril de 1877 — Paris, 7 de março de 1967) foi uma escritora norte-americana que fazia parte da vanguarda parisiense do início do século XX e companheira de toda uma vida da escritora Gertrude Stein.

## Início
Nascida Alice Babette Toklas em São Francisco, Califórnia, numa família judia de classe média (seu pai fora um oficial do exército polonês e seu avô paterno, rabino). Seu pai, Feivel (mais conhecido como Ferdinand) Toklas, casou-se com Emelia Levinsky. Desta união nasceu Alice e seu irmão Clarence Ferdinand (1887-1924). Ela frequentou escolas em São Francisco e Seattle e por pouco tempo estudou música na Universidade de Washington.

## Relacionamento com Gertrude Stein
Toklas conheceu Gertrude Stein em Paris em 8 de setembro de 1907, no dia que chegou à cidade tendo deixado São Francisco, ainda devastada pelos efeitos do sismo de 1906. Juntas fizeram um salão literário que atraiu vários escritores americanos expatriados, tais como Ernest Hemingway, Paul Bowles, Thornton Wilder e Sherwood Anderson, assim como pintores de vanguarda, tais como Picasso, Matisse e Braque.
Atuando como confidente, amante, cozinheira, secretária, musa, editora, crítica e organizadora de Stein, Toklas tornou-se uma figura de bastidores, basicamente vivendo na sombra de Stein, até a publicação por Stein das memórias de Toklas em 1933, sob o título A autobiografia de Alice B. Toklas. O livro tornou-se o maior best-seller de Stein.

Em 1946, W. G. Rogers escreveu em suas memórias do casal que Toklas: 
"era um pouco curvada, algo retraída e apagada. Ela não se senta em uma cadeira, ela se esconde nela; ela não olha para você, mas para cima de você; ela sempre está meio passo para fora do círculo. Ela dá a aparência, dizendo-se de forma direta, não de uma serva, mas de uma relação ruim, de alguém convidado para um casamento mas não para a festa de casamento."
James Merrill escreveu que, antes de se encontrar com Toklas "sabia de sua pequena estatura, das sandálias, do bigode, dos olhos," mas que não antecipara "o encantamento de sua voz — como uma viola ao entardecer."
Toklas e Stein permaneceram juntas até a morte de Stein em 1946.

## Últimos anos
Ainda que Gertrude Stein quisesse destinar muito de seu patrimônio a Toklas, inclusive a coleção conjunta de arte (que contava com alguns Picassos) abrigada no apartamento da 5, rue Christine, a relação do casal não possuía qualquer reconhecimento legal. Como muitas das pinturas eram de grande valor, os parentes de Stein logo agiram para se apossar elas, retirando-as da casa de Toklas enquanto esta viajava, pretendendo colocá-las num cofre de banco. Dali em diante, Toklas passou a depender de ajuda dos amigos, assim como da literatura, para conseguir se manter.
Em 1954 Toklas publicou o The Alice B. Toklas Cookbook, um livro que misturava reminiscências e receitas. A receita mais famosa, contribuição do amigo Brion Gysin, é o Hashish fudge, uma mistura de frutas, castanhas, temperos e "canibus sativa"  [sic] - ou seja, maconha. Seu nome mais tarde foi usado nas invencionices culinárias com maconha  denominadas "brownies Alice B. Toklas". O livro foi traduzido para vários idiomas. Um segundo livro de receitas foi publicado em 1958: Aromas and Flavors of Past and Present. Entretanto, Toklas não o aprovou, posto que foi pesadamente anotado por Poppy Cannon, um editor da revista House Beautiful. Toklas também escreveu artigos para várias revistas e jornais, incluindo The New Republic e o The New York Times.
Em 1963 Toklas publicou sua autobiografia What Is Remembered, que termina abruptamente com a morte de Gertrude Stein.
Os anos finais de Toklas foram difíceis por causa da saúde debilitada e dos problemas financeiros. Ela tornou-se católica na velhice. Morreu na pobreza aos 89 anos e está enterrada junto a Stein no Cemitério Père Lachaise, em Paris: seu nome está gravado no verso da lápide de Stein.

## Legado
- I Love You, Alice B. Toklas, um filme estrelado por Peter Sellers, foi lançado em 1968 com o nome do brownie de maconha, que tem um papel significativo na trama;
- O Alice B. Toklas LGBT Democratic Club é uma organização política fundada em San Francisco em 1971;
- Samuel Steward, que conheceu Toklas e Stein na década de 1930, editou Dear Sammy: Letters from Gertrude Stein and Alice B. Toklas (1977) e também escreveu dois romances de mistério tendo Stein e Toklas como personagens: Murder Is Murder Is Murder (1985) and The Caravaggio Shawl (1989);
- A Câmara de Supervisores de San Francisco votou em 1989 para renomear uma quadra da Myrtle Street entre a Polk Street e a Van Ness Avenue em San Francisco como Alice B. Toklas Place, dado que Toklas nasceu a uma quadra de distância, na O'Farrell Street.[9][10]